# Masai Russell
Masai Russell (ur. 17 czerwca 2000 w Potomac) – amerykańska lekkoatletka specjalizująca się w biegach sprinterskich, złota medalistka letnich igrzysk olimpijskich w Paryżu (2024) w biegu na 100 metrów przez płotki.
W 2023 roku ustanowiła rekord NCAA na 100 m przez płotki z czasem 12,36. W NCAA występowała w barwach University of Kentucky.